# Федеративная хартия

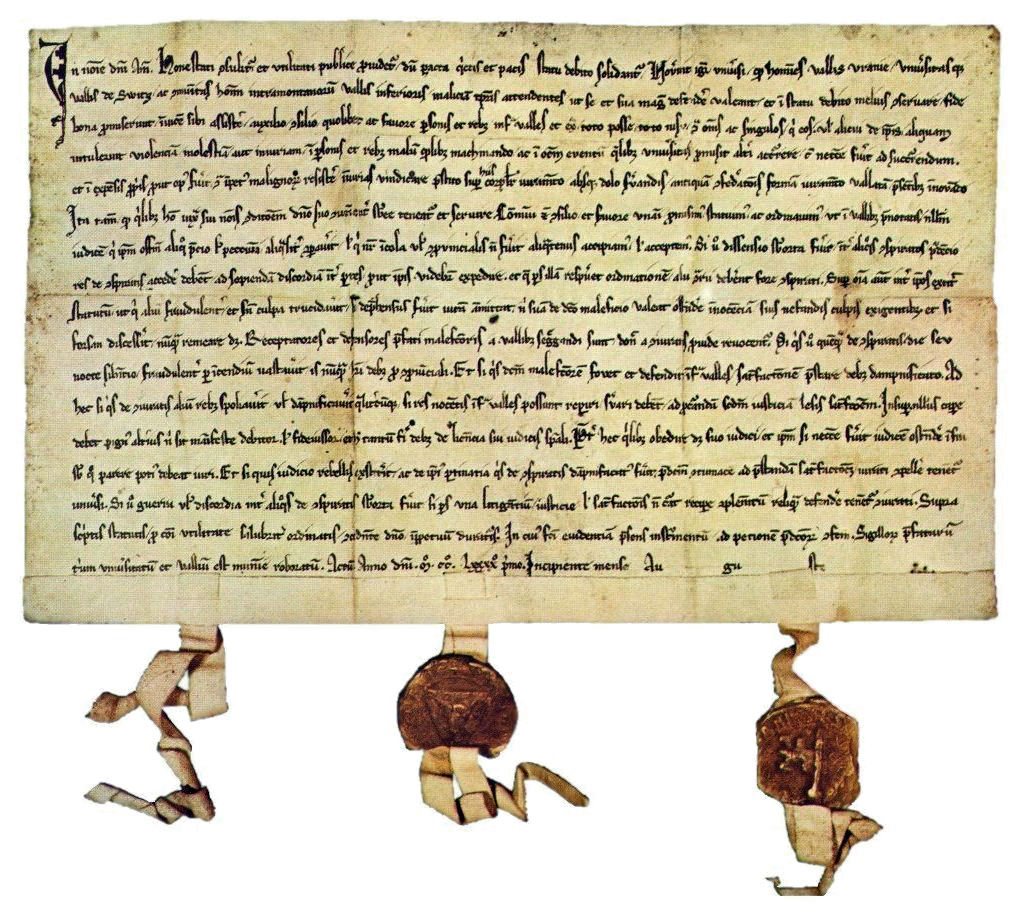
Федеративная хартия 1291 года

Федеративная хартия 1291 года (нем. Bundesbrief) — документ, оформивший военный союз кантонов Швиц, Ури и Унтервальден, который лёг в основу формирования Швейцарской конфедерации.
Федеративная хартия была подписана представителями трёх альпийских кантонов после смерти короля Германии Рудольфа I Габсбурга в 1291 году, который пытался восстановить власть Габсбургов в регионе. В соответствии с хартией жители Швица, Ури и Унтервальдена обязались оказывать друг другу военную помощь против любой внешней агрессии. Хотя заключение союза кантонов всецело находилось в рамках общеевропейского коммунального движения, позднее Федеративная хартия стала рассматриваться как фундаментальный документ, заложивший основу Швейцарского союза, а предполагаемая дата её подписания — 1 августа — было провозглашено Национальным праздником Швейцарии.